# Liste der Biografien/Ft
Liste der Biografien |
Portal Biografien |
Personensuche
# |
A |
B |
C |
D |
E |
F |
G |
H |
I |
J |
K |
L |
M |
N |
O |
P |
Q |
R |
S |
T |
U |
V |
W |
X |
Y |
Z |
?
 
Fa |
Fe |
Ff |
Fh |
Fi |
Fj |
Fk |
Fl |
Fm |
Fn |
Fo |
Fr |
Ft |
Fu |
Fy
Die Liste der Biografien führt alle Personen auf, die in der deutschsprachigen Wikipedia einen Artikel haben. Dieses ist eine Teilliste mit 4 Einträgen von Personen, deren Namen mit den Buchstaben „Ft“ beginnt.

## Ft

### Fta
- Ftáčnik, Ľubomír (* 1957), slowakischer Schachmeister

### Fth
- Fthenakis, Wassilios E. (* 1937), griechisch-deutscher Pädagoge, Anthropologe, Genetiker und Psychologe

### Fti
- Ftičar, Gregor (* 1985), slowenischer Jazzmusiker (Piano, Komposition)

### Fto
- Ftorek, Robbie (* 1952), US-amerikanischer Eishockeyspieler und -trainer